# طوني أوكسلي
طوني أوكسلي (بالإنجليزية: Tony Oxley)‏ هو عازف جاز ورسام وطبال بريطاني، ولد في 15 يونيو 1938 في شفيلد في المملكة المتحدة.

## وصلات خارجية
- طوني أوكسلي على موقع IMDb (الإنجليزية)
- طوني أوكسلي على موقع ميوزك برينز (الإنجليزية)
- طوني أوكسلي على موقع إن إن دي بي (الإنجليزية)
- طوني أوكسلي على موقع أول ميوزيك (الإنجليزية)
- طوني أوكسلي على موقع ديسكوغز (الإنجليزية)
- طوني أوكسلي على موقع قاعدة بيانات الفيلم (الإنجليزية)